# 三重県立尾鷲工業高等学校
三重県立尾鷲工業高等学校（みえけんりつおわせこうぎょうこうとうがっこう）とは、三重県尾鷲市に所在した公立の工業高等学校。
三重県立尾鷲高等学校（システム工学科）に統合し、2003年3月に閉校した。以後の事務は、尾鷲高校に引き継がれている。

## 設置学科
- 機械科　　　（昭和38年度入学～平成7年度入学）
- 電気科　　　（昭和38年度入学～平成6年度入学）
- 電子科　　　（昭和38年度入学～平成6年度入学）
- 工業化学科　（昭和38年度入学～平成7年度入学）
- 電気・電子科（平成7年度入学）
- 機械設備システム科（平成8年度入学～）
- 電気情報システム科（平成8年度入学～平成9年度入学、平成12年度入学～）
- 環境システム科　　（平成8年度入学～平成9年度入学）
- 環境電気情報システム科（平成10年度入学～平成11年度入学）

## 沿革
- 1963年（昭和38年）4月1日 - 三重県立尾鷲工業高等学校が開校[1]。
- 1964年（昭和39年）9月1日 - 校舎建築第一期工事が完成[1]。1966年（昭和41年）度までにすべての設備が整った[1]。建設費等諸経費は総額3億345万円であった[1]。
- 2001年（平成13年）3月 - 生徒募集停止
- 2003年（平成15年）3月1日 - 第38回卒業式および閉校式、尾鷲高等学校に統合

### 開校の経緯
高度経済成長と中学生数の増加を受け、尾鷲市民から高校増設の要望が高まった。これを受け尾鷲市当局は工業高校建設構想を策定、1962年（昭和37年）12月に三重県は構想を承認した。
同年12月18日に「三重県立尾鷲工業高等学校」として翌年の生徒を募集する旨が発表され、機械科・電気科・工業化学科・電子科の4学科が設置されることになった。翌年4月の開校当初は校舎がなく、尾鷲市立尾鷲中学校の4教室を借用して授業が行われたが、墓地公園整備のために尾鷲市が取得していた土地を校地にすることが決まり、1963年（昭和38年）10月25日に校舎建設が始まった。

## 所在地
- 三重県尾鷲市光ヶ丘28-61
  - 跡地は、尾鷲高等学校 光ヶ丘校舎となり、現在は三重県立特別支援学校東紀州くろしお学園おわせ分校となっている。

## 交通
- JR紀勢本線尾鷲駅より徒歩25分。

## 出身者
- 山下訓史 - 陸上競技選手（三段跳、筑波大学→NEC）